# Tanya Hansen
Tanja Karina Hansen (Jessheim, Noruega; 11 de septiembre de 1973) conocida por el sobrenombre Tanya Hansen, es una estríper, actriz y modelo pornográfica.

## Biografía
Hansen se crio en Noruega y empezó trabajando como modelo de trajes de baño cuando tenía dieciocho años. Poco después llegó a ser conocida como estríper y actuó en muchas ciudades de Escandinavia.
En 1997 fue descubierta por Joe d'Amato, quien le pidió que actuara en su primera película de porno hardcore. 
Llegó a ser rápidamente famosa en el resto de Europa; siendo referida como "la primera estrella porno de Noruega".
Hansen ha producido películas de pornografía con su propia compañía, Tanya Hansen Productions. Está involucrada en la publicación de revistas de chicas hardcore, y es también redactora de la revista noruega Cocktail. Sus fotos han aparecido en numerosas publicaciones eróticas muy conocidas, tales como Busty Beauties de Hustler, Cheri, High Society y Gents.
Hansen vive a caballo entre Suecia y España.

## Filmografía
1997:
- Colors of Passion 1 y 2 (VHS)

2000:
- Dream Sex
... aka Tanya Hansen's Dream Sex
- Liquid Sex

2001:
- Horny Bitches

2002:
- Charlie's Babes (VHS)
- Colors of Passion 1 y 2 (DVD)
- Forbidden Dreams (VHS)
- Ten Magnificent Blondes & Brunettes
- The Statue

2004:
- Katsumi Provocation (V)
- Lap Dancer